# Duško Todorović
Duško Todorović (Kotor, Serbia, 19 de mayo de 1994) es un artista marcial mixto serbio que compite en la división de peso mediano de Ultimate Fighting Championship.

## Primeros años
Comenzó a entrenar taekwondo alrededor de los ocho años, y continuó hasta el final de su adolescencia. También aprendió a practicar la lucha libre y el grappling y, después de haber practicado bien todas las disciplinas, empezó a entrenar artes marciales mixtas alrededor de los 16 años. Asistió a la Escuela de Tecnologías de la Información de la Universidad de Belgrado, donde se graduó con una tesis sobre Organización de Sistemas Empresariales.

## Carrera de artes marciales mixtas

### Carrera temprana
Con un 10-0 como amateur, hizo su debut profesional en 2015 bajo la bandera del Campeonato de Batalla de Serbia, donde pasaría la mayor parte de su carrera antes de la UFC. Durante su tiempo allí, se enfrentó y derrotó a alumnos del Dana White's Contender Series como Alexander Poppeck y el futuro peso wélter de la UFC Michel Pereira, dando a Pereira la única derrota por KO de su carrera hasta ese momento.

### Dana White's Contender Series
Fue invitado a participar en el Dana White's Contender Series 26 el 27 de agosto de 2019 contra Teddy Ash. Ganó el combate por decisión unánime y se ganó un contrato con la UFC.

### Ultimate Fighting Championship
La mayor parte de su 2020 se dedicó a tratar de organizar un debut en la UFC contra John Phillips, pero esta contienda se canceló tres veces debido a la pandemia de COVID-19. Estaba previsto que se enfrentara a Phillips el 21 de marzo de 2020 en UFC Fight Night: Woodley vs. Edwards. Debido a la prohibición de viajar por la pandemia del COVID-19, el combate se trasladó a Cage Warriors 113, pero posteriormente se retiró de la cartelera debido a las restricciones de viaje. Se esperaba que se enfrentara a Phillips el 16 de julio de 2020 en UFC Fight Night: Kattar vs. Ige. El 8 de julio se retiró por un posible problema médico.
Debutó en la UFC contra Dequan Townsend el 4 de octubre de 2020 en UFC on ESPN: Holm vs. Aldana. Ganó el combate por TKO en el segundo asalto. Esta victoria le valió el premio a la Actuación de la Noche.
Se enfrentó a Punahele Soriano el 16 de enero de 2021 en UFC on ABC: Holloway vs. Kattar. Perdió el combate por TKO en el primer asalto.
Como último combate de su contrato, estaba programado para enfrentarse a Maki Pitolo el 5 de junio de 2021 en UFC Fight Night: Rozenstruik vs. Sakai. Sin embargo, dos semanas antes del combate, Pitolo tuvo que retirarse por razones desconocidas y fue sustituido por Gregory Rodrigues. Perdió el combate por decisión unánime.
El combate contra Pitolo fue reprogramado el 4 de diciembre de 2021 en UFC on ESPN: Font vs. Aldo. Ganó el combate por TKO en el primer asalto.
Se enfrentó a Chidi Njokuani el 21 de mayo de 2022 en UFC Fight Night: Holm vs. Vieira. Perdió el combate por KO en el primer asalto.
Se enfrentó a Jordan Wright el 15 de octubre de 2022 en UFC Fight Night: Grasso vs. Araújo. Ganó el combate por TKO en el segundo asalto. Este combate le valió el premio a la Pelea de la Noche.

## Campeonatos y logros

### Artes marciales mixtas
- Ultimate Fighting Championship
  - Actuación de la Noche (una vez) vs. Dequan Townsend[13]
  - Pelea de la Noche (una vez) Jordan Wright[25]
- Serbian Battle Championship
  - Campeonato de Peso Medio de la SBC (una vez)

## Récord en artes marciales mixtas
| Resultado | Récord | Oponente          | Método                                     | Evento                                    | Fecha                    | Ronda | Tiempo | Localización      | Notas                                               |
| --------- | ------ | ----------------- | ------------------------------------------ | ----------------------------------------- | ------------------------ | ----- | ------ | ----------------- | --------------------------------------------------- |
| Victoria  | 12-3   | Jordan Wright     | TKO (puñetazos y codazos)                  | UFC Fight Night: Grasso vs. Araújo        | 15 de octubre de 2022    | 2     | 3:12   | Las Vegas, Nevada | Pelea de la Noche.                                  |
| Derrota   | 11-3   | Chidi Njokuani    | KO (codazo)                                | UFC Fight Night: Holm vs. Vieira          | 21 de mayo de 2022       | 1     | 4:48   | Las Vegas, Nevada |                                                     |
| Victoria  | 11-2   | Maki Pitolo       | TKO (puñetazos)                            | UFC on ESPN: Font vs. Aldo                | 4 de diciembre de 2021   | 1     | 4:34   | Las Vegas, Nevada |                                                     |
| Derrota   | 10-2   | Gregory Rodrigues | Decisión (unánime)                         | UFC Fight Night: Rozenstruik vs. Sakai    | 5 de junio de 2021       | 3     | 5:00   | Las Vegas, Nevada |                                                     |
| Derrota   | 10-1   | Punahele Soriano  | TKO (puñetazos)                            | UFC on ABC: Holloway vs. Kattar           | 16 de enero de 2021      | 1     | 4:48   | Abu Dhabi         |                                                     |
| Victoria  | 10-0   | Dequan Townsend   | TKO (puñetazos)                            | UFC on ESPN: Holm vs. Aldana              | 4 de octubre de 2020     | 2     | 3:15   | Abu Dhabi         | Actuación de la Noche.                              |
| Victoria  | 9-0    | Teddy Ash         | Decisión (unánime)                         | Dana White's Contender Series 26          | 27 de agosto de 2019     | 3     | 5:00   | Las Vegas, Nevada |                                                     |
| Victoria  | 8-0    | Michel Pereira    | TKO (puñetazos)                            | Serbian Battle Championship 19            | 1 de diciembre de 2018   | 1     | 4:32   | Novi Sad          | Ganó el vacante Campeonato de Peso Medio de la SBC. |
| Victoria  | 7-0    | Kazuo Takahashi   | TKO (puñetazos)                            | Rings: The Outsider 51                    | 21 de julio de 2018      | 1     | 1:41   | Kawasaki          |                                                     |
| Victoria  | 6-0    | Shota Gvasalia    | TKO (lesión en el brazo)                   | Collision Fighting League 3               | 3 de junio de 2018       | 2     | 2:11   | Belgrado          |                                                     |
| Victoria  | 5-0    | Alexander Poppeck | Sumisión (estrangulamiento por detrás)     | Final Fight Championship 30               | 21 de octubre de 2017    | 2     | 4:52   | Linz              | Combate de peso acordado (190 libras).              |
| Victoria  | 4-0    | Albert Micura     | TKO (puñetazos)                            | Serbian Battle Championship 9             | 16 de abril de 2016      | 2     | 1:09   | Odžaci            |                                                     |
| Victoria  | 3-0    | Toni Markulev     | TKO (puñetazos)                            | Naissus Fighting Championship 2           | 11 de diciembre de 2015  | 2     | 1:54   | Niš               |                                                     |
| Victoria  | 2-0    | František Boban   | Sumisión (barra de brazo)                  | Fight of Gladiators: Night of Champions 2 | 23 de octubre de 2015    | 1     | 1:37   | Trnava            |                                                     |
| Victoria  | 1-0    | Srđan Knežević    | Sumisión (estrangulamiento por guillotina) | Serbian Battle Championship 6             | 19 de septiembre de 2015 | 1     | 0:44   | Kać               | Debut en el peso medio.                             |